# Strange Days (film)
Strange Days è un film di fantascienza del 1995 diretto da Kathryn Bigelow e prodotto e scritto da James Cameron.
Il film, considerato da molti un noir postmoderno, colpisce per la sua visione distopica del futuro e per l'ambivalenza morale di molti dei suoi protagonisti.

## Trama
Ambientato a Los Angeles durante gli ultimi giorni del 1999, il film segue le vicende di Lenny Nero, un ex-poliziotto che vive spacciando clips per il "filo-viaggio", sulle quali vengono registrate esperienze altrui come realtà virtuale, che includono input sensoriali, come vista, udito, tatto ed olfatto, e che, tramite un lettore SQUID (Dispositivo Superconduttore a Interferenza Quantistica, erroneamente tradotto, nel doppiaggio, come "dispositivo di interferenza del superconduttore quantum"), possono essere rivissute da chiunque. Essendo un progetto federale caduto sul mercato nero, questa tecnologia è considerata illegale. Tick, il fornitore principale di Nero, cerca di vendere una clip che mostra una rapina fallita a un ristorante cinese, e Lenny alla fine la compra a prezzo ridotto.
Nel frattempo la prostituta Iris è braccata da due poliziotti, Burton Steckler e Dwayne Engelman, che riesce a seminare nella metropolitana. Steckler cercando di prenderla per i capelli, le strappa dalla testa il dispositivo SQUID. Nero cerca di rintracciare la sua ex-fidanzata Faith con il supporto dei suoi due migliori amici, l'esperta in combattimento e guardia del corpo Lornette "Mace" Mason (la quale è segretamente innamorata di Nero e disapprova il suo spaccio di clips) e l'investigatore privato Max Peltier. Mentre Nero e Max stanno bevendo insieme in un bar, Iris arriva, getta la propria clip nell'auto di Nero attraverso il tettuccio e fugge quando vede la polizia nelle vicinanze. La macchina di Nero, posteggiata in divieto di sosta, viene però rimorchiata prima che egli abbia la possibilità di trovare il dischetto di Iris e leggerlo.
Qualche ora dopo Nero riceve un "black jack" (nomignolo per le clips contenenti uno snuff movie) anonimo, nel quale è registrato il brutale stupro e l'omicidio di Iris. Nero avverte Faith di ciò che è successo, cercando anche di allontanarla dal suo nuovo fidanzato, il discografico Philo Gant, ma senza successo. Nero e Mace scoprono che le morti registrate nei dischetti sono collegate all'omicidio sotto copertura del controverso rapper Jeriko One, il quale teneva discorsi pubblici contro lo stato di polizia. Nero, Mace e Max scoprono che Tick è stato "fuso", venendo forzatamente esposto ad input sensoriali con segnali SQUID troppo amplificati. Nero sospetta che l'omicida di Tick sia lo stesso che ha ucciso Iris e teme che Faith sia la prossima. Nero e Mace si confrontano con Faith e le parlano della morte di Jeriko, e Faith rivela loro che Philo monitorava le azioni di Jeriko e aveva assunto Iris per spiarlo.
A pochi minuti dalla mezzanotte che sancirà l'arrivo dell'anno 2000 Nero e Mace riescono ad infiltrarsi nella grande festa di capodanno all'hotel Bonaventure, dove Philo farà da presentatore per i pezzi grossi della città. Prima di entrare nella suite di Philo, Nero affida a Mace il dischetto con le prove dell'omicidio di Jericko, da affidare al commissario Palmer Strickland. Una volta entrato nella stanza di Philo trova un'altra clip, che mostra Faith venire stuprata, e poco dopo rinviene il cadavere di Philo, ucciso nello stesso modo di Tick. L'assassino si rivela essere Max, che improvvisamente entra nella suite e spiega a Nero di aver architettato un piano perfetto, in cui le morti di Iris, Tick e Philo, a cui spara con la pistola di Nero, sembreranno frutto della mano di Nero, che a breve verrà ucciso da Max. Nero però, grazie all'intervento di Faith, uccide Max facendolo cadere dal balcone.
Nel frattempo Mace viene inseguita da Steckler e Engelman, i quali aprono il fuoco nella sua direzione, colpendo dei civili. Mace riesce ad avere la meglio e li ammanetta ad un'impalcatura, ma viene a sua volta disarmata e arrestata da altri poliziotti, che iniziano a picchiarla. Il gesto selvaggio fa insorgere i presenti, i quali aiutano Mace, scatenando una rissa. Il commissario Strickland giunge sul luogo e ristabilisce l'ordine, ordinando poi l'arresto dei due agenti. Engelman però si suicida sparandosi alla testa, mentre Steckler viene ucciso dai colleghi prima che possa sparare a Mace. Faith viene arrestata, mentre Nero e Mace si baciano tra la folla che festeggia il nuovo millennio.

## Produzione
Le riprese extended P.O.V. (Point Of View) usate nelle sequenze "filo-viaggio" e che richiesero la creazione ex novo di una cinepresa leggera da 35 mm, furono filmate da un operatore steadicam su un apposito equipaggiamento usato precedentemente per un altro film di Kathryn Bigelow, Point Break - Punto di rottura (1991).
Il titolo del film deriva dall'omonima canzone dei The Doors, suonata nel film dal gruppo Prong insieme a Ray Manzarek, ex tastierista dei Doors.
Il gruppo inglese Skunk Anansie suona Selling Jesus nella scena della festa in attesa del nuovo millennio per le strade di Los Angeles. Le due canzoni cantate da Juliette Lewis nel film, originariamente scritte e cantate da PJ Harvey, sono state cantate dal vivo.

## Distribuzione
In Italia è uscito al cinema il 23 febbraio 1996, distribuito dalla 20th Century Fox.

## Trasposizione
Nel dicembre 1995 la Marvel Comics pubblicò un adattamento del film Strange Days a fumetti intitolato Strange Days: Movie Adaptation.